# Trejd
Trejd, från engelskans trade, är en sportterm för en bytesaffär med idrottare mellan idrottsklubbar eller idrottsföreningar. Verbet trejda var ett av Språktidningens nyord 2012, då det rapporterades att användningen av orden trejd och trejda ökat. Vid den tiden användes det särskilt för affärer i Nordamerikas större ligor, såsom NHL. Ibland används trejda även med den allmänna betydelsen "byta".